# The Joyous Liar
The Joyous Liar er en amerikansk stumfilm fra 1919 af Ernest C. Warde.

## Medvirkende
- J. Warren Kerrigan som Burke Harlan
- Lillian Walker som Anne Warren
- Joseph J. Dowling som Wilbur Warren
- Albert R. Cody som James Roth
- Pell Trenton som Jimmy MacDonald